# قائمة مدن أذربيجان
هذه قائمة مدن أذربيجان، وتقع دولة أذربيجان في جنوب القوقاز. في تقاطع طرق بين جنوب غرب آسيا وجنوب شرق أوروبا.
هناك 77 مدينة (باحتساب 12 مدينة بمستوى فيدرالي)، 64 صغيرة وواحدة بحالة قانونية خاصة. يتبعها 257 مقاطعة حضرية و4620 قرية.

## مدن أذربيجان

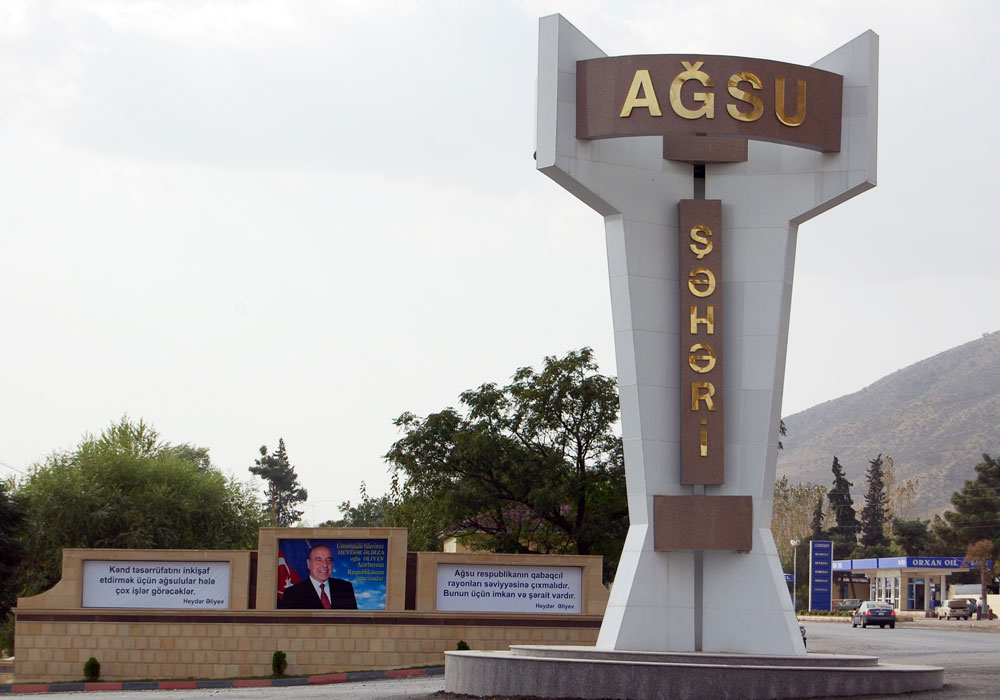
لافتة عند مدخل آقسو

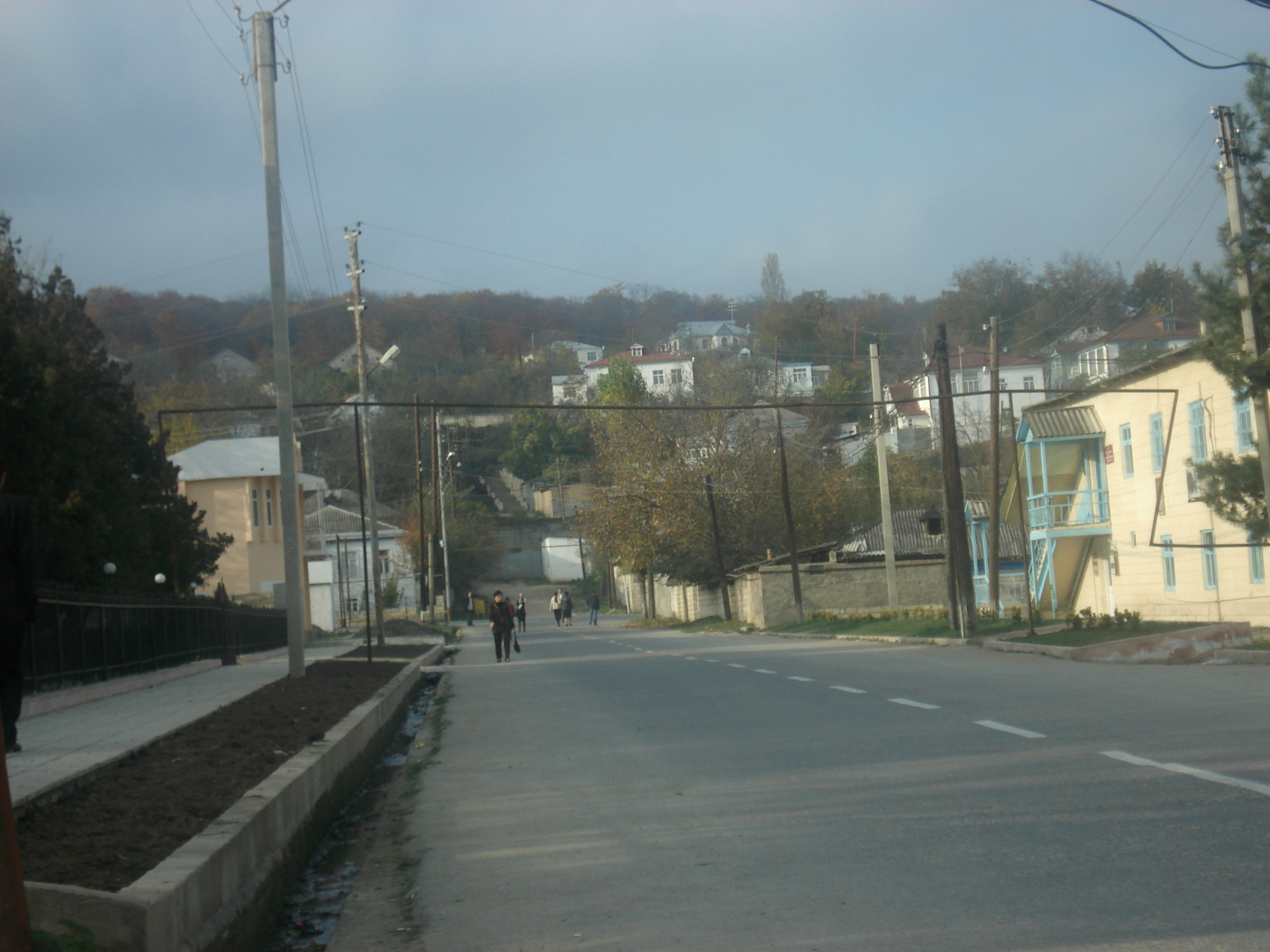
منظر لـ قوسار

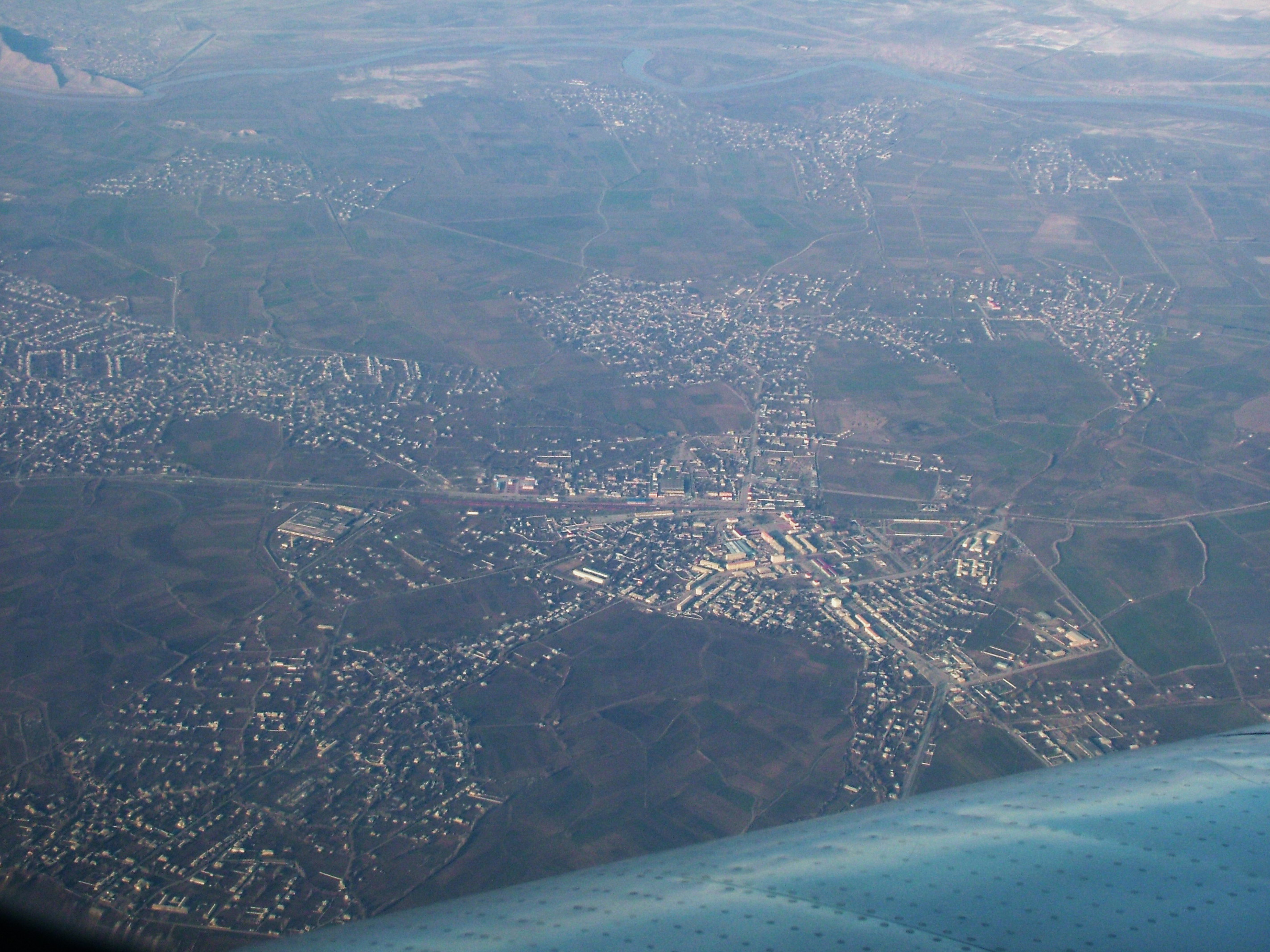
منظر جوي لـ شرور

هناك 77 تجمع سكني في أذربيجان بوضع رسمي كمدينة (بالأذرية:  şəhər). هي :
- آقداش[2]
- آقجبدي
- آقستافا
- آقسو[2]
- آستارا
- بابك
- باكو – عاصمة وأكبر مدن أذربيجان[3]
- بالاكن
- بردعة[2]
- بيلقان
- بيلاسوار
- داشكسن
- شابران
- فضولي
- غدابيغ
- كنجه[2]
- غورانبوي
- غويتشاي[2]
- كويكول  [لغات أخرى]‏
- حاجي قبول
- إيميشلي
- إسماعيللي
- جبرائيل
- Julfa
- كلبجر
- قاراباغ
- خاشماز[2]
- خوجاوند
- خردلان
- كردامير
- لنكران
- ليريك
- ماساللي
- مينجا تشيفير
- نخجوان
- نفتالان
- نفطجاله
- Oguz
- أردوباد
- قابالا
- قاخ[2]
- Qazakh
- قوبا[2]
- قبادلی
- قوسار
- Saatly
- صابرآباد
- ساهبوز
- شاكي
- شماخى[2]
- شامكير
- شرور
- شروان
- Siazan
- سومقاييت
- Tartar
- تووز
- Ujar
- يارديملي  [لغات أخرى]‏
- يفلاكس[2]
- زكتالا  [لغات أخرى]‏
- Zardab
- زنجيلان

## أكثر مدن أذربيجان سكانا
قائمة أكثر 10 مدن سكانا باحتساب باكو أكبرها وفق تعداد 2018.

| المرتبة | الاسم بالأذرية | المدينة      | السكان    | صورة | وصف |  |
| ------- | -------------- | ------------ | --------- | ---- | --- |  |
| 1       | Bakı           | باكو         | 2,262,600 |      | باكو هي العاصمة وأكبر مدن كل من أذربيجان ومنطقة القوقاز. تنخفض عن مستوى البحر ب 28 متر ما يجعلها أخفض عواصم العالم وأكبر مدينة مستواها تحت مستوى البحر. |  |
| 2       | Gəncə          | كنجه         | 332,600   |      | ثاني أكبر مدن أذربيجان |  |
| 3       | Sumqayıt       | سومقاييت     | 341,200   |      | ثالث أكبر مدن أذربيجان وميناؤها البحري |  |
| 4       | Lənkəran       | لنكران       | 226,900   |      | لنكران مدينة جنوبية تطل على بحر قزوين. |  |
| 5       | Mingəçevir     | مينجا تشيفير | 104,500   |      | مدينة سمال البلاد |  |
| 6       | Naxçıvan       | نخجوان       | 92,900    |      | |  |
| 7       | Şirvan         | Shirvan      | 85,800    |      | مدينة على ضفاف نهر كورا |  |
| 8       | Şəki           | شاكي         | 65,100    |      | مدينة معروفة بتاريخها الغني |  |
| 9       | Yevlax         | يفلاكس       | 61,200    |      | |  |
| 10      | Xankəndi       | خانكندي      | 55,800    |      | تقع بمرتفعات قرة باغ المنطقة التي يعتبرها الأرمن منطقة مستقلة ذاتيا                                                                                     |  |